# Resultados do Carnaval de Vitória em 2015
Esta página contém os resultados do Carnaval de Vitória no ano de 2015. Divididos em dois Grupos Especiais A e B, que desfilaram sexta-feira, sábado e um Grupo de acesso.

## Grupo Especial A
| Legenda: Campeã Rebaixada |

| Pos | Escolas      | Enredo                                                                               | Pts    | Ref   |
| --- | ------------ | ------------------------------------------------------------------------------------ | ------ | ----- |
| 1   | MUG          | No Reino de sua Majestade, o Sonho                                                   | 399,2  | [ 2 ] |
| 2   | Jucutuquara  | Itapemirim: sob o caminhos das águas, às suas ordens                                 | 396,8  | [ 2 ] |
| 3   | Boa Vista    | Rio de 450 Janeiros. Boa Vista exalta os encantos e as belezas da Cidade Maravilhosa | 394,70 | [ 2 ] |
| 4   | Piedade      | Piedade 60 anos. Uma odisseia carnavalesca de conquistas                             | 393,90 | [ 2 ] |
| 5   | Novo Império | Espelho, espelho meu                                                                 | 388,78 | [ 2 ] |

## Grupo Especial B
| Legenda: Promovida Rebaixada |

| Pos | Escolas             | Enredo                                                                               | Pts    | Ref   |
| --- | ------------------- | ------------------------------------------------------------------------------------ | ------ | ----- |
| 1   | Pega no Samba       | Adivinha?                                                                            | 395,5  | [ 3 ] |
| 2   | São Torquato        | Liberdade! Um grito que ecoa de norte a sul deste país. África aqui se fez raiz      | 389,6  | [ 3 ] |
| 3   | Tradição Serrana    | Entra no ar e na avenida, a Rádio Tradição, em sintonia com os radialistas e o povão | 389,1  | [ 3 ] |
| 4   | Imperatriz do Forte | Imperatriz dá o tom! FAMES 60 anos, uma metamorfose musical                          | 388,47 | [ 3 ] |
| 5   | Barreiros           | Eu pulso a cidade que corre em minhas veias – Cariacica                              | 386,6  | [ 3 ] |

## Grupo de acesso
Legenda:      Promovida
| Pos | Escolas              | Enredo | Pts   | Ref   |
| --- | -------------------- | ------ | ----- | ----- |
| 1   | Andaraí              |        | 92.84 | [ 4 ] |
| 2   | Chegou O Que Faltava |        | 85.8  | [ 4 ] |
| 3   | Chega Mais           |        | 83.6  | [ 4 ] |

## Blocos Carnavalescos
Legenda:      Campeão
| Pos | Escolas                   | Enredo | Pts | Ref   |
| --- | ------------------------- | ------ | --- | ----- |
| 1   | Pindura Aí                |        | 238 | [ 5 ] |
| 2   | Não me empurra que é pior |        | 225 | [ 5 ] |
| 3   | Tradição da Ilha          |        | 224 | [ 5 ] |
| 4   | Furiosos do Samba         |        | 209 | [ 5 ] |
| 5   | Amarra o burro            |        | 207 | [ 5 ] |
| 6   | Lagartos Voadores         |        | 181 | [ 5 ] |
| 7   | Acadêmicos do samba       |        | 175 | [ 5 ] |